# Оберриксинген
Оберриксинген (њем. Oberriexingen) град је у њемачкој савезној држави Баден-Виртемберг. Једно је од 39 општинских средишта округа Лудвигсбург. Према процјени из 2010. у граду је живјело 3.103 становника. Посједује регионалну шифру (AGS) 8118059.

## Географски и демографски подаци
Оберриксинген се налази у савезној држави Баден-Виртемберг у округу Лудвигсбург. Град се налази на надморској висини од 203 метра. Површина општине износи 8,2 km². У самом граду је, према процјени из 2010. године, живјело 3.103 становника. Просјечна густина становништва износи 380 становника/km².